# Schneider's Anti-Noise Crusade
Schneider's Anti-Noise Crusade è un cortometraggio muto del 1909 sceneggiato e diretto da David W. Griffith.

## Trama
Schneider sta cercando di scrivere un discorso ma è distratto da tutta una serie di rumori casalinghi. Quella notte, sorprende due ladri che si sono introdotti in casa. Quando però vede che stanno rubando tutti gli oggetti che provocano quei rumori fastidiosi durante il giorno, agevola la fuga dei due malandrini.

## Produzione
Il film fu prodotto dall'American Mutoscope & Biograph.

## Distribuzione
Il copyright del film, richiesto dall'American Mutoscope and Biograph Co., fu registrato il 31 marzo 1909 con il numero H125117.
Distribuito dall'American Mutoscope & Biograph, il film - un cortometraggio di circa sei minuti - uscì nelle sale USA l'8 aprile 1909.
Nelle proiezioni, veniva programmato con il sistema dello split reel, accorpato in un'unica bobina con un altro cortometraggio prodotto dalla Biograph, A Rude Hostess.
Non si conoscono copie ancora esistenti della pellicola che viene considerata presumibilmente perduta.